# Mesoleptus approximatus
Mesoleptus approximatus là một loài tò vò trong họ Ichneumonidae.